# Algallarín
Algallarín  es una localidad de la provincia de Córdoba, Andalucía, España. Perteneciente a la comarca geográfica del Alto Guadalquivir y situada al sureste del término municipal de Adamuz, al cual pertenece. Sus coordenadas geográficas son 37° 59' 58.0348" N, 4° 27' 22.1814" W. Se encuentra situada a una altitud de 210 metros, a 5 km de Montoro y a 43 km de la capital de provincia, Córdoba.

## Historia
Algallarín es un poblado de colonización proyectado por el INC (Instituto Nacional de Colonización) y realizado por el arquitecto madrileño Carlos Arniches Moltó, quién también realizaría para el INC, el poblado de Gévora (Badajoz). El proyecto fue firmado en Madrid, en julio de 1953 y en virtud de la orden de la Dirección General con fecha de 6 de mayo de 1953.  Para su ejecución, previamente se ejecutó la expropiación de las fincas del Algallarín y el Paraíso, declaradas de “interés social” por Decreto el 23 de mayo de 1952.
Su colonización quedaría constituida en su mayor parte por vecinos del pueblo de Adamuz y en menor medida por colonos procedentes de otros pueblos de la provincia o la propia ciudad de Córdoba. En este último caso, provenientes de la expropiación llevada a cabo para construir la Universidad Laboral de Córdoba. La llegada de los primeros colonos, se produjo en agosto de 1952, antes de la propia redacción del proyecto arquitectónico, con motivo de preparar y modificar los terrenos donde se levantaría el nuevo pueblo, la adecuación y mejora de las vías de comunicación y en la marcación de los lotes y parcelas agrícolas.
Aproximadamente durante algo más de tres años y en unos barracones próximos al pueblo, residieron en unas condiciones pésimas de vida, la mayor parte de los colonos, así como gente proveniente de otros pueblos (incluso de otras provincias) que participaron en su construcción.  A los colonos además de entregarles una vivienda con 4 hectáreas para el cultivo, también les proporcionaron los aperos, los animales para la labranza e incluso los piensos para estos. A cambio el colono debía pagar una renta estableciéndose los plazos entre 15 y 25 años para la tierra y 40 años para la vivienda. Tras este periodo de tiempo se expedían los títulos de propiedad.
En su concepción el pueblo estaría compuesto por los siguientes edificios:
- Una iglesia proporcionada al número de vecinos.
- Escuela de niñas, niños y párvulos independientes.
- Cinco viviendas para maestros y maestras con sus correspondientes corrales, anexas a las escuelas.
- Ayuntamiento.
- Dispensario médico y vivienda para el médico.
- Oficina de correos y vivienda anexa.
- Cinco tiendas (Abacería, Cantina, Panadería, Herrería y Carpintería).
- Cinco viviendas para artesanos.
- Vivienda para el cura con Acción Católica.
- Ciento treinta y ocho viviendas para labradores con corral y anexos agrícolas en parcelas de 400 m².
- En todas las viviendas se prevé corral para la posible edificación de anexos agrícolas dado el carácter rural del pueblo.[4]

## Trazado

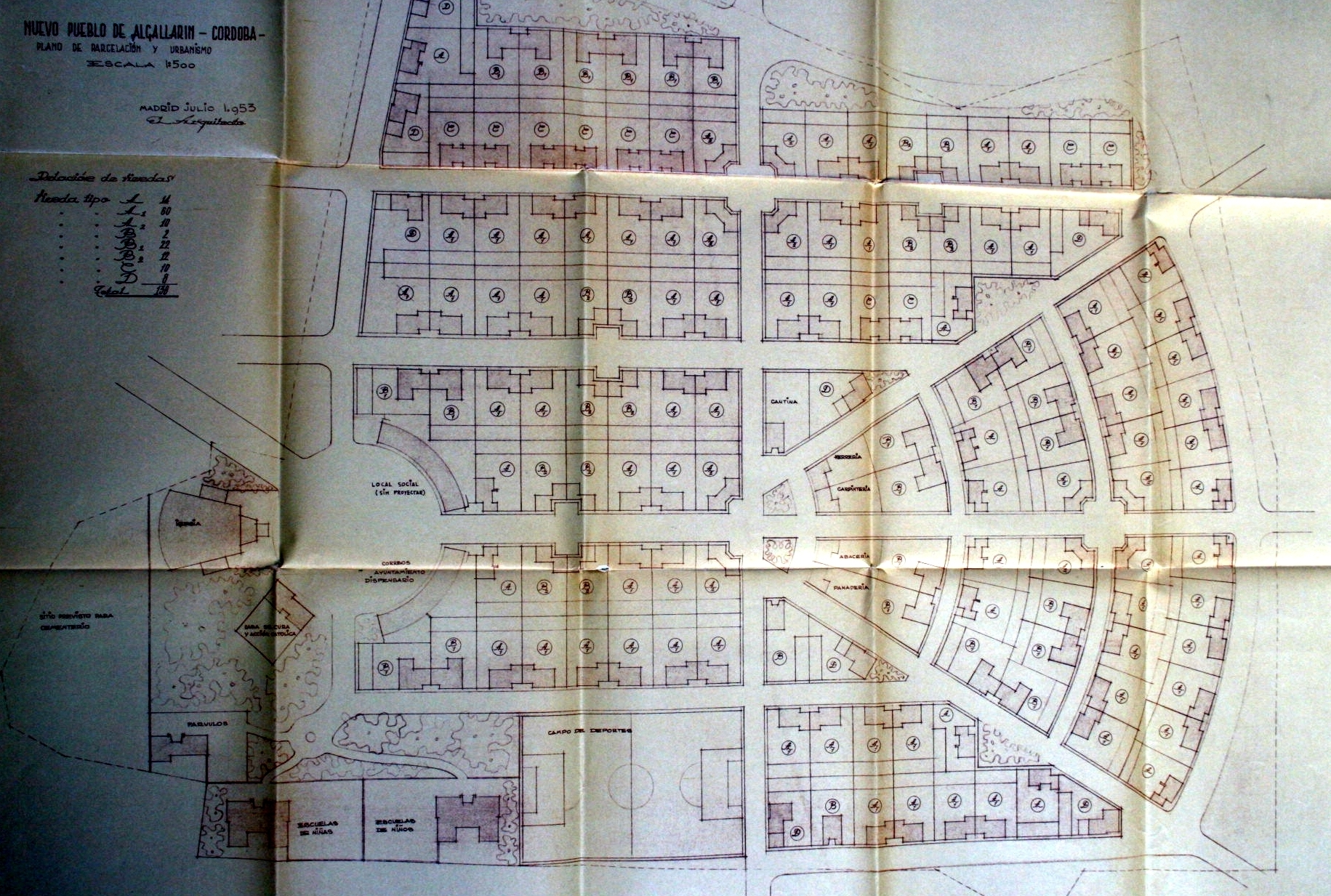
Plano de Algallarín

La ordenación del poblado la configuraría Carlos Arniches Moltó, buscando aprovechar el trazado natural del camino proveniente de Adamuz y que se dirigía hacia el embarcadero, marcando en este sentido el eje principal del pueblo. A la entrada del pueblo se abre una amplia plaza circular rodeada de los principales edificios civiles como el ayuntamiento o la iglesia, entre otros. En torno a éstos, se distribuyen algunas manzanas de viviendas dentro de una trama reticular. Continuando el eje central, aparece otro de los puntos neurálgicos del pueblo como es el centro comercial. A partir del cual, se irradia en abanico, un entramado de calles curvas de menor anchura.

## Edificios públicos
Correos, Ayuntamiento, Dispensario

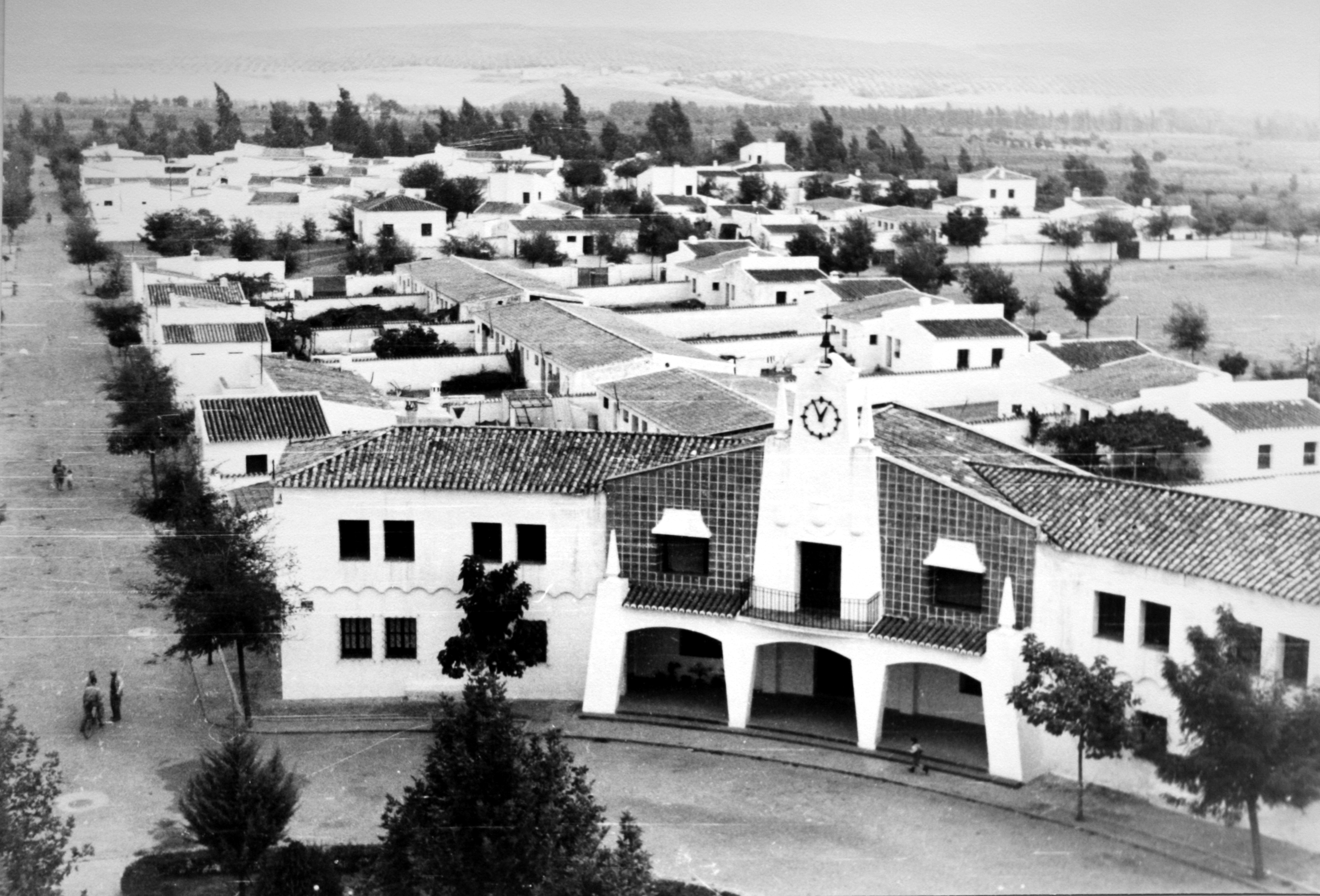
Ayuntamiento de Algallarín

El edificio consta de dos plantas y en su fachada, se denota las tres partes en que se estructura, cada una de ellas a un uso concreto.
La parte central, es la zona destinada al ayuntamiento. En la planta baja, se abre en la fachada un porche con el habitual arco rebajado que encontramos en otros edificios. En el interior se abre un amplio vestíbulo y una sala para el cuerpo de guardia y un pequeño calabozo. También se encuentran unas escaleras que conecta con el piso superior. En primer lugar dan acceso a un estrecho vestíbulo que comunica con el resto de estancias:  
la oficina del secretario, el despacho del alcalde y el salón de sesiones.
La parte central, es la zona destinada al ayuntamiento. En la planta baja, se abre en la fachada un porche con el habitual arco rebajado que encontramos en otros edificios. En el interior se abre un amplio vestíbulo y una sala para el cuerpo de guardia y un pequeño calabozo. También se encuentran unas escaleras que conecta con el piso superior. En primer lugar dan acceso a un estrecho vestíbulo que comunica con el resto de estancias:  
la oficina del secretario, el despacho del alcalde y el salón de sesiones. Al exterior se abre el balcón de las autoridades, quedando coronada la fachada por un reloj. 
En la parte izquierda se encuentran la oficina de correos,  la audiencia y el archivo. En el piso superior de ésta, se halla una vivienda para la persona que trabaja en las labores de administración y  a la que se accedía desde una escalera exterior en la fachada trasera.
La parte derecha estaba destinada a un centro de atención médica, con sala de espera, despacho y salas de curas. En su piso superior quedaba la vivienda para el médico.

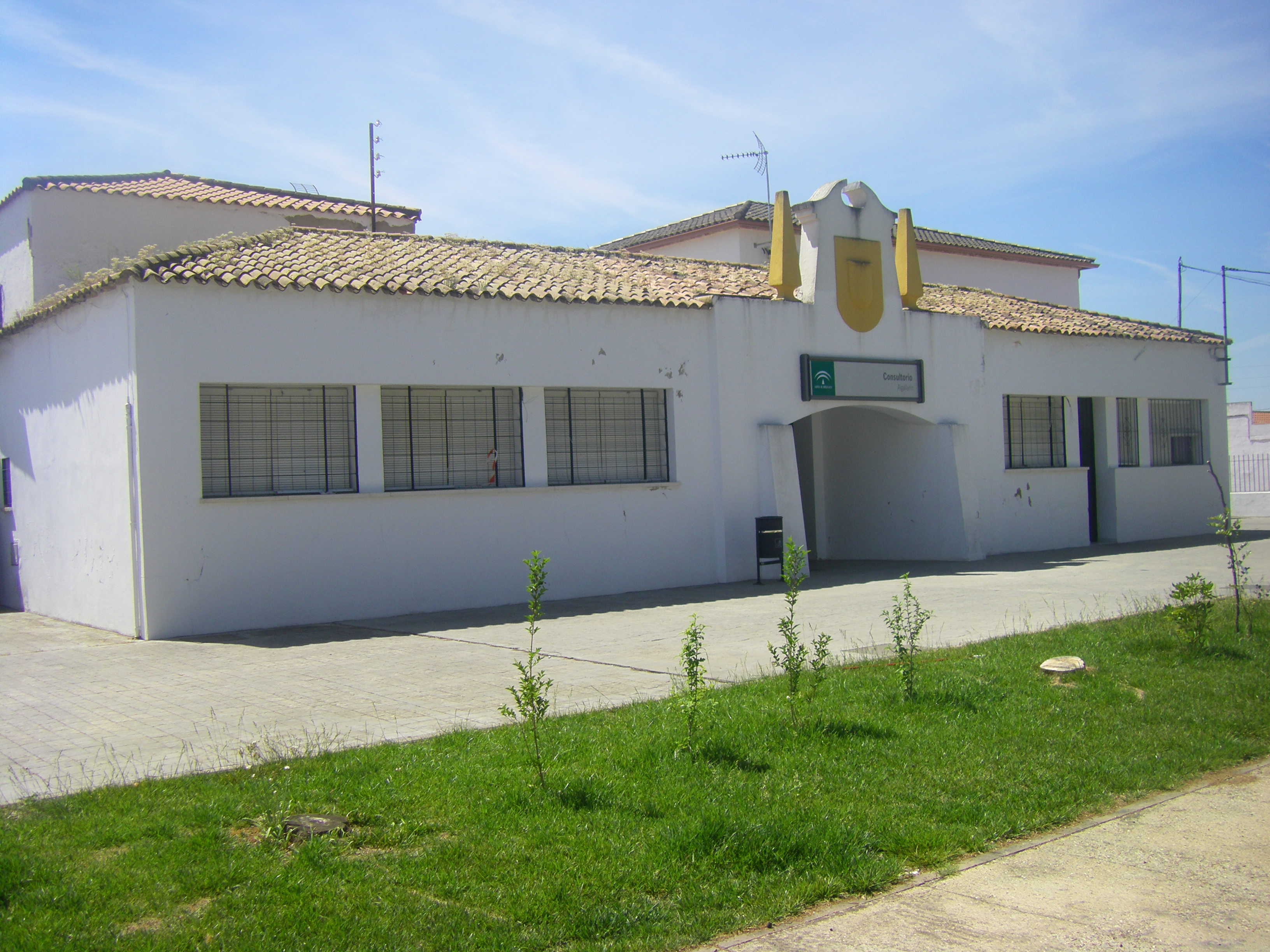
Vista de la fachada de la escuela.

### Escuelas

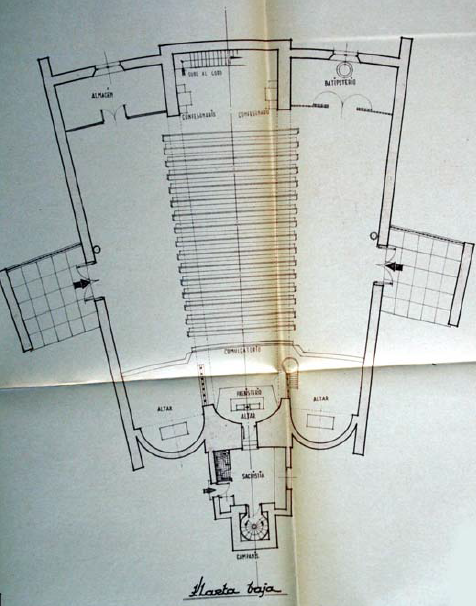
Plano iglesia de Algallarín

Estaban conformadas por dos edificios iguales que albergaban de manera separada a niños y niñas. Cada uno de ellos, contaba con dos aulas y una vivienda para un maestro. Lo más destacado del edificio es su fachada donde presenta algunos elementos de corte clasicista, como es la entrada porticada. Ésta presenta un arco rebajado similar al de las viviendas y está ornamentada en su parte superior con un escudo y  dos pináculos de estilo “herreniano”.

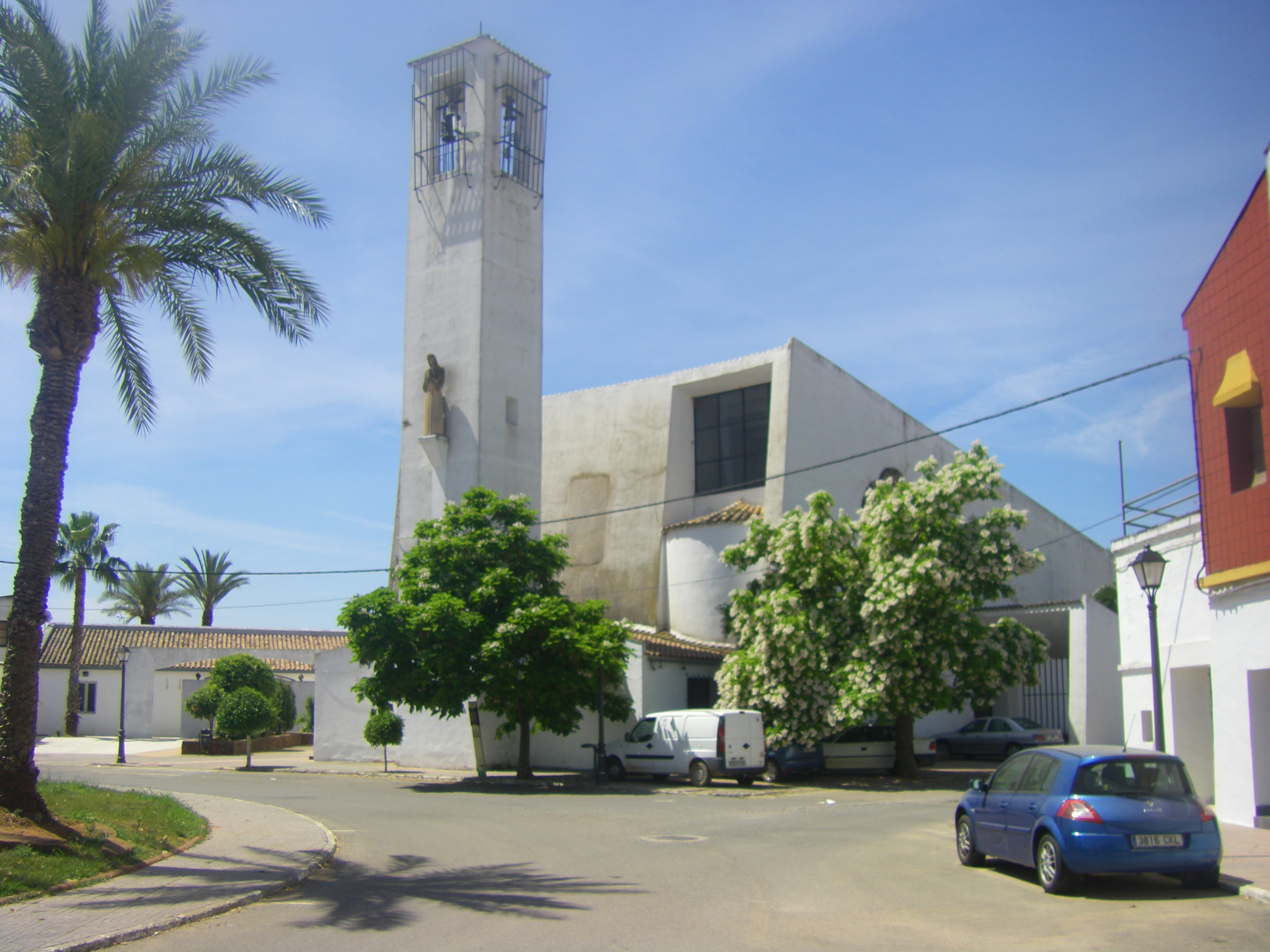
Iglesia de San Felipe y Santiago

### La iglesia
La iglesia de San Felipe y Santiago como se denomina este templo de Algallarín, es un buen ejemplo de la renovación que experimentará la arquitectura religiosa en España, en la década de los 50,  hacia el lenguaje de la Modernidad. 
El templo posee tres naves con una cubierta sustentada por dos arcos rampantes que generan un único y gran espacio diáfano interior. En el cual, las filas de bancos inhabilitan el típico eje central o espacio camino, tras quedar relegada la puerta de entrada al templo a los laterales. La planta adquiere forma de abanico por la convergencia de los muros hacia la cabecera. Este sistema tiene su precedente en la figura del arquitecto ciudadrealeño Miguel Fisac, quién en 1949, ya plantearía esta solución en la revista  Árbor del CSIC y que posteriormente materializaría en: la iglesia del Colegio Apostólico de los Padres Dominicos de Arcas Reales en Valladolid (1952), trabajo por el cual fue premiado con la medalla de Oro en el Concurso de Arte Religioso de Viena, en 1954; y en el Teologado de San Pedro Mártir en Alcobendas.
Igualmente habría que reseñar en este sentido la iglesia incluida en el proyecto que José Luis Fernández del Amo presenta para la construcción del poblado de Torre Salinas, en diciembre de 1951  y que fue rechazado por los técnicos del INC. En ella, proponía un movimiento de las líneas de la planta del templo hacia la cabecera, con el fin de hacer hincapié en la zona del altar. Un ejemplo que establecerá las bases para el cambio preconciliar de la tipología de planta y se convertirá en referente para otras iglesias construidas por el INC como: Esquivel (Sevilla) en 1952, obra del arquitecto Alejandro de la Sota Martínez o Estella del Marqués (Jerez de la Frontera) en 1953, obra de Fernando Cavestany.
Otros elementos significativos son: el sentido direccional de la cabecera que de manera inusual se sitúa de modo inverso, rompiendo con la tradicional fachada que quedaba orientada hacia el espacio público y la torre campanario que se sitúa en este caso en dicha cabecera, respecto al eje axial del templo y marcado por el altar mayor. 
La cabecera está compartimentada mediante tres ábsides, siendo el central más alto, ancho y constituido por una planta de cuarto de esfera mientras que los laterales poseen una planta de medio punto. 

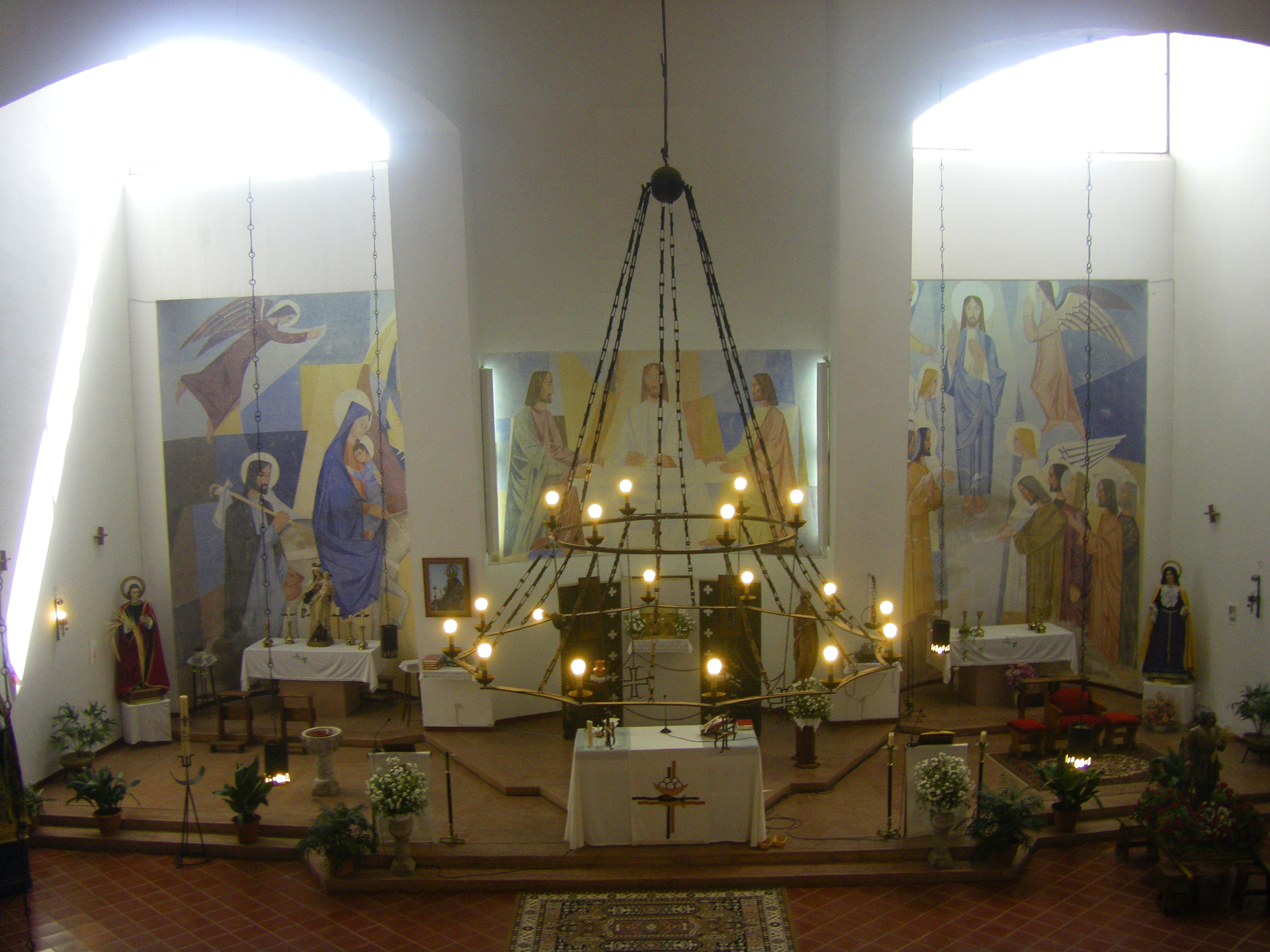
Vista interior del templo, altar y las pinturas murales

En su interior cabe reseñar las pinturas murales que se hallan en la triple cabecera del templo, realizadas en 1957 por el pintor Antonio Povedano. Las cuales vinieron a sustituir las anteriores pinturas del artista canario Manolo Millares, destacado miembro del grupo el Paso y encuadrado dentro del movimiento informalista europeo. En estas pinturas primigenias se representaban los temas de la Huida a Egipto y la Cena en casa de Emaús en los laterales y un Apostolario en el ábside central y fueron destruidas a razón de la censura del Obispo de Córdoba Fray Albino. El trabajo del artista canario no estaba relacionado  con el proyecto de Carlos Arniches Moltó, sino que fue un encargo realizado por parte de José Luis Fernández del Amo en 1956. Un arquitecto que siempre se interesó por integrar en los proyectos a los jóvenes artistas de aquellas décadas.

### Vivienda del cura y local de Acción Católica

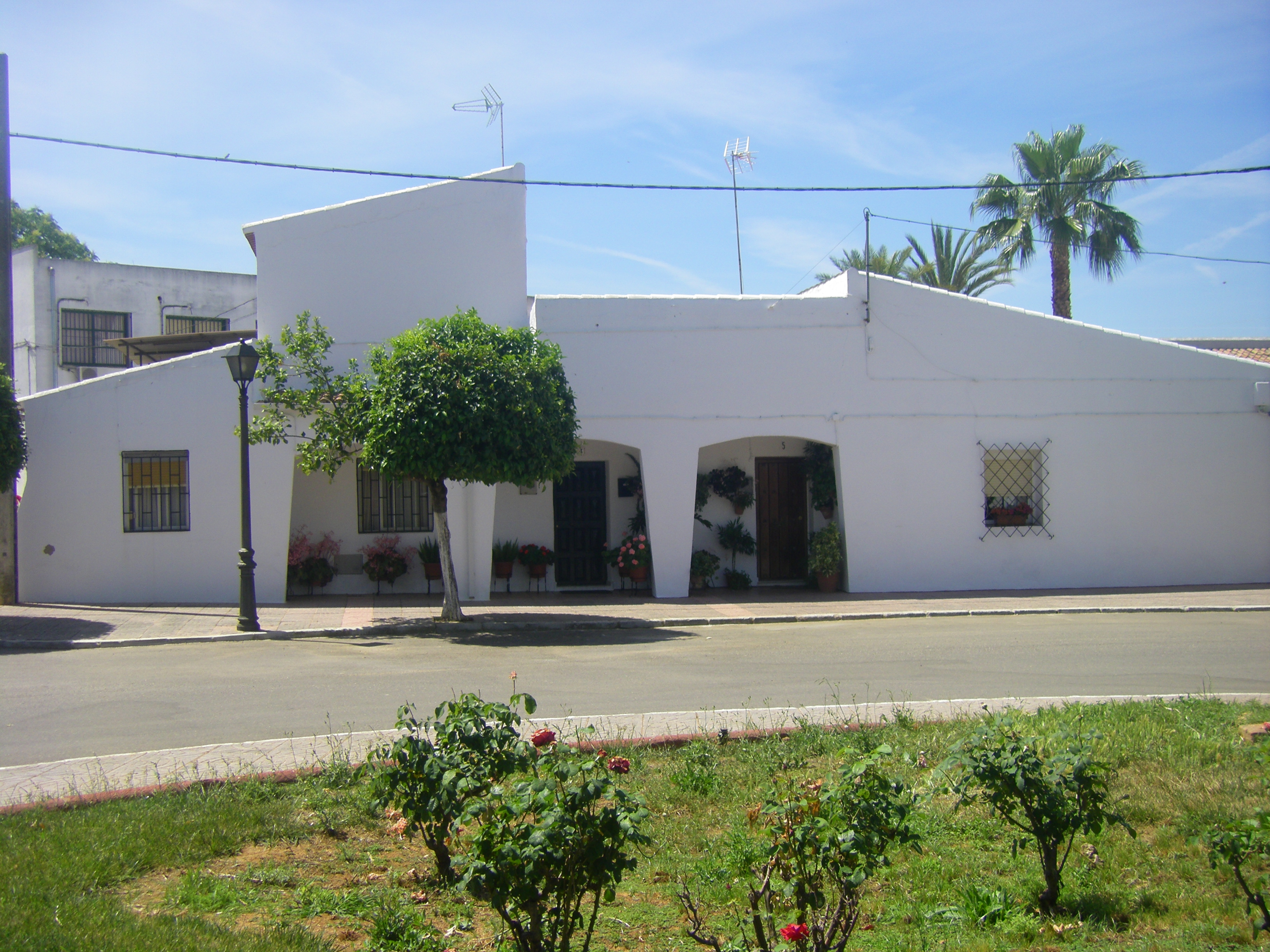
Edificio destinado a la Acción Católica y vivienda del cura

El edificio aparece también en la plaza Mayor y por lo tanto muestra esa misma adaptación a la forma circular. Se divide en dos partes: una primera que se dispone como vivienda del párroco y otra con un pequeño vestíbulo y una sala de reuniones para la Acción Católica. 
Exteriormente es un edificio interesante, que se ordena en fachada a través de un pórtico de cuatro arcos muy rebajados que se apoyan en pilares de sección troncopiramidal invertida. Lo volúmenes son originales y la línea de fachada se plantea con un diseño moderno a través de la interpretación de lo regional.
Este edificio sirvió durante pocos años a su cometido, pues debido a la escasez de sacerdotes, los oficios religiosos pasaron a ser cubiertos por el cura de Adamuz. El abandono del inmueble fue aprovechado por algunos vecinos para ocuparlo y adecuarlo como vivienda. Dichos inquilinos finalmente llegarían a acordar el pago de una baja renta con los  titulares de la propiedad en este caso el obispado.

### Las viviendas
Las casas suelen ser habitualmente de tipología pareada, con una o dos plantas de altura, variando sus dimensiones dependiendo del número de habitaciones. Distribuidas en manzanas y separando los recorridos de los peatones, carros y coches. Encaladas en blanco, contaban en general con un patio-corral destinado a los animales, las labores de labranza o almacén.  
En el poblado se proyectaron un total de 138 viviendas, donde podemos distinguir 4 tipologías con sus respectivas variantes:
Tipo A:
Es el tipo de vivienda más utilizado, tiene una sola planta, con tres dormitorios, cocina-comedor, aseo y dos porches.  La vivienda se divide en tres volúmenes de diferentes alturas y cuyo movimiento en planta es aprovechado para colocar los porches tanto en la fachada principal como en el acceso al patio o corral de la vivienda.
Esta tipología presenta una variante, como fruto de la adaptación de la vivienda al situarse anexa a algunas plazas. Es una vivienda aislada, por lo que no comparte el muro de medianero. En su fachada, tiene un porche de arco muy rebajado a través del cual, se vislumbra la puerta de acceso a la vivienda y una ventana. De los tres volúmenes en que se divide la vivienda, el central tiene mayor altura y está rematado con una azotea, mientras los bloques laterales tienen la caída de la cubierta de manera opuesta.
Tipo B:
Este tipo de vivienda presenta tres variantes y cada una con cuatro dormitorios. La primera de ellas tiene dos plantas y un patio-corral. En la planta inferior se distribuye la cocina, la despensa, dos dormitorios y la escalera de acceso al piso superior. En éste, se halla un aseo y las dos habitaciones restantes que comparten un balcón. La cual da a la fachada principal y está  enmarcado con cerámica.  La vivienda también presenta como  la anterior tipología,  un zaguán constituido por un arco rebajado.  
La segunda variante, tiene una sola planta donde se distribuye la cocina-comedor, los cuatro dormitorios y el habitual corral. En la fachada, el zaguán está cubierto con una pérgola que se apoya sobre un pilar y queda compartido por las viviendas adosadas. A cada lado del mismo se disponen dos bancos. Las puertas y ventanas quedan cubiertas por una celosía. La tercera, es igualmente de una planta pero en cuanto a su fachada cambia la distribución de las puertas de acceso, colocándose los porches en los extremos. En la parte central queda un gran paramento sobre el cual se abren dos vanos, uno para cada vivienda. 
Tipo C:
Son viviendas de una planta, con 5 dormitorios y un salón-comedor. La fachada muestra una gran horizontalidad, presentado un gran juego de volúmenes. En el bloque central  se abre una ventana partida con celosía, fusionando en la fachada los espacios de cada casa y que actualmente ni se ha conservado en ninguna vivienda.  Las puertas de acceso a las viviendas quedarían más a los extremos, insertas en unos zaguanes con arcos rebajados.
Tipo D:
Son las viviendas  de mayor tamaño, disponen de 6 habitaciones, un aseo, salón comedor, distribuidos en dos plantas. El acceso a ellas, se produce desde el corral mediante una escalera exterior que se gira 90°.  Su mayor peculiaridad reside en que anula el sentido tradicional de fachada, quedando la puerta de entrada oculta, al quedar acodada en el interior de un porche.

## Galería de imágenes

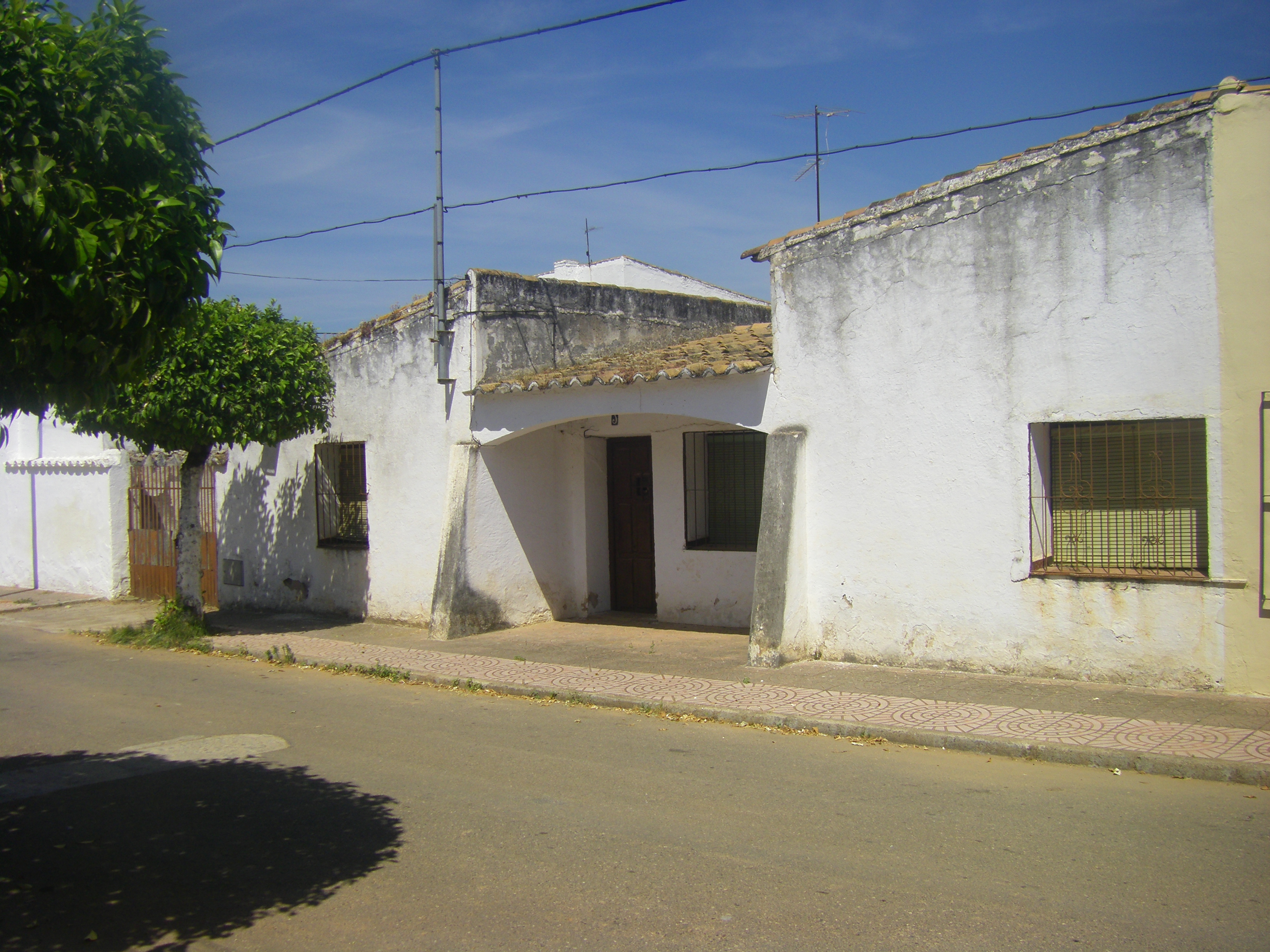
Vivienda del tipo A
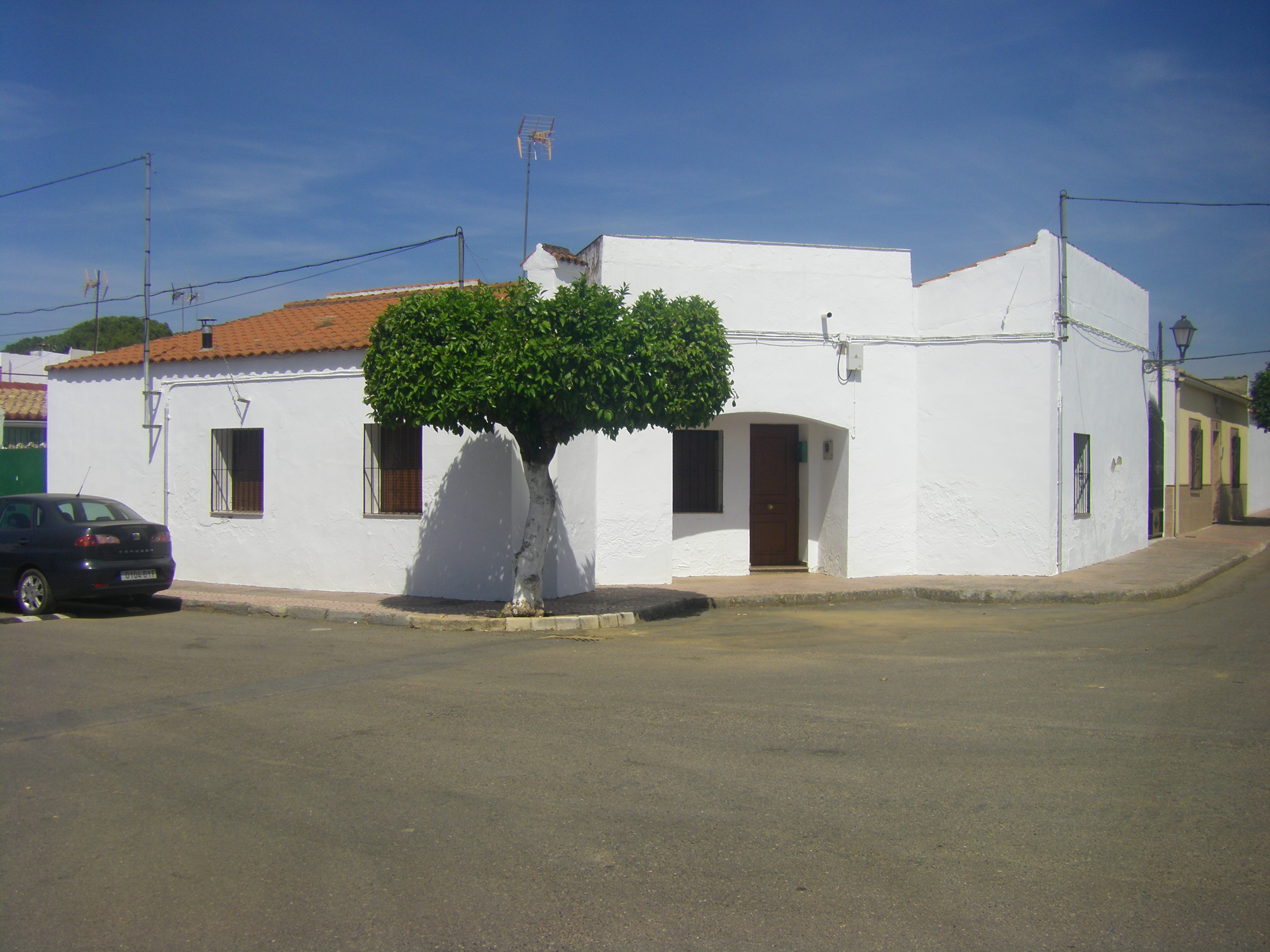
Vivienda del tipo "A2"
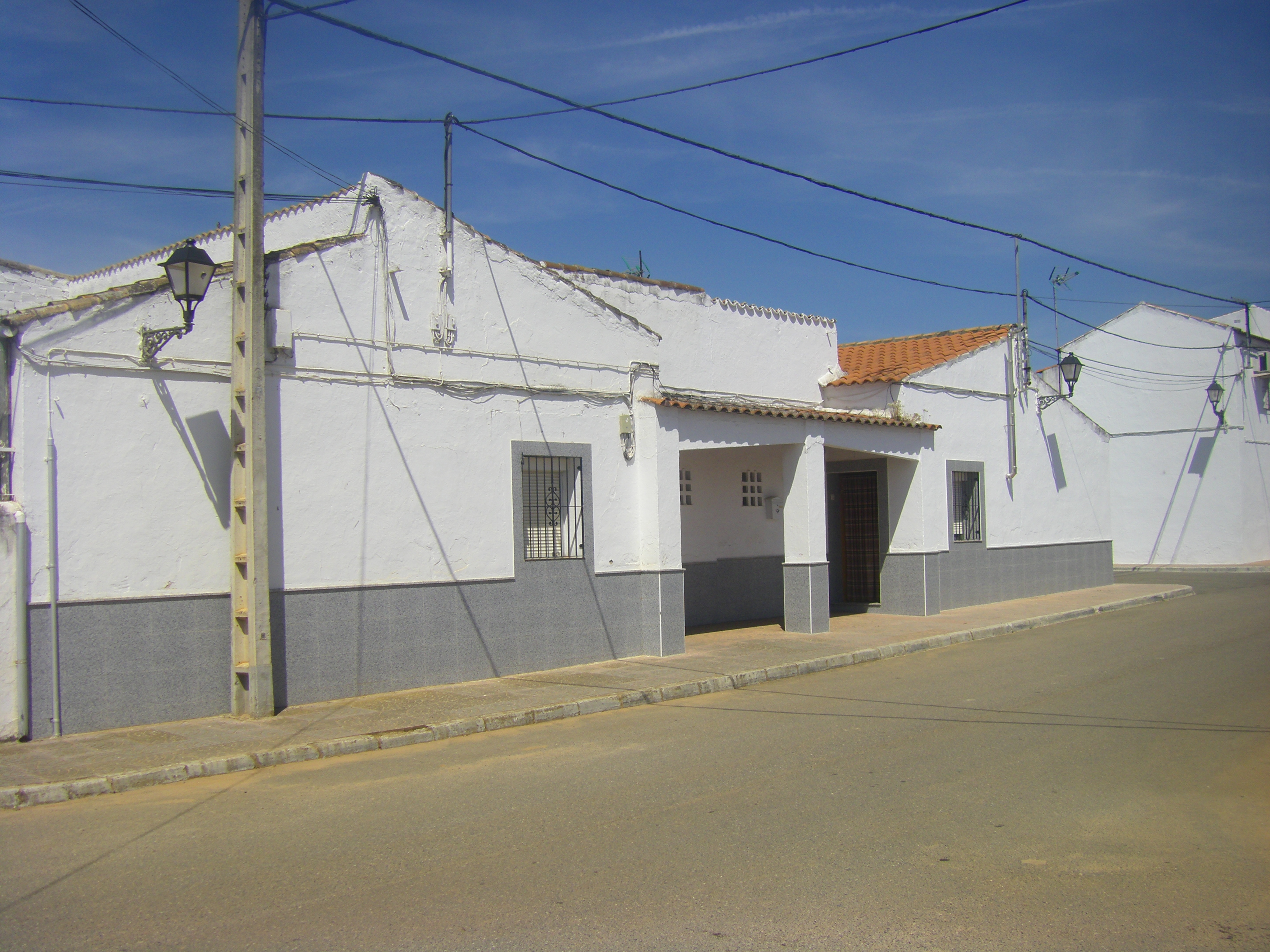
Vivienda del tipo B
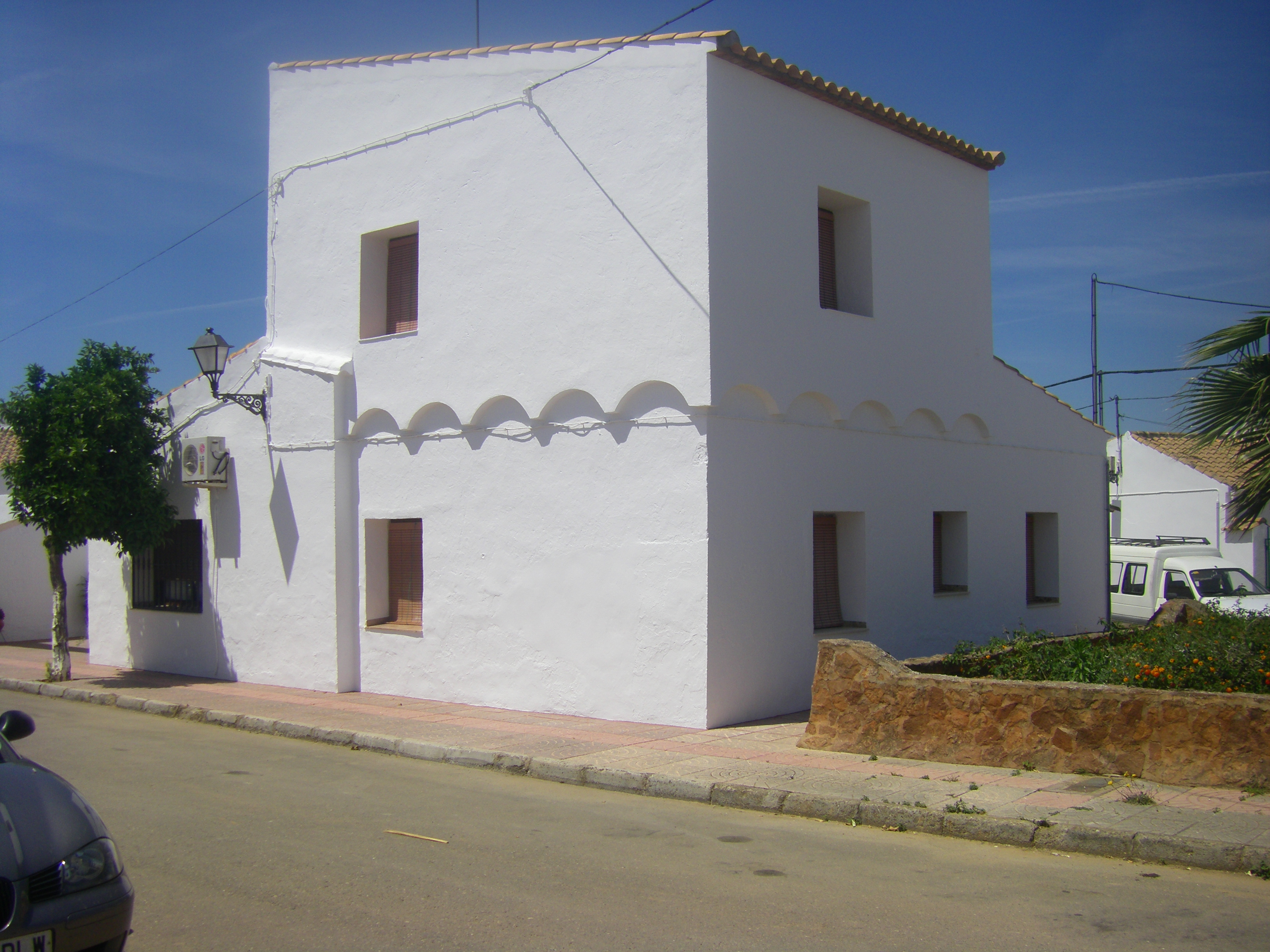
Vivienda del tipo "B2"
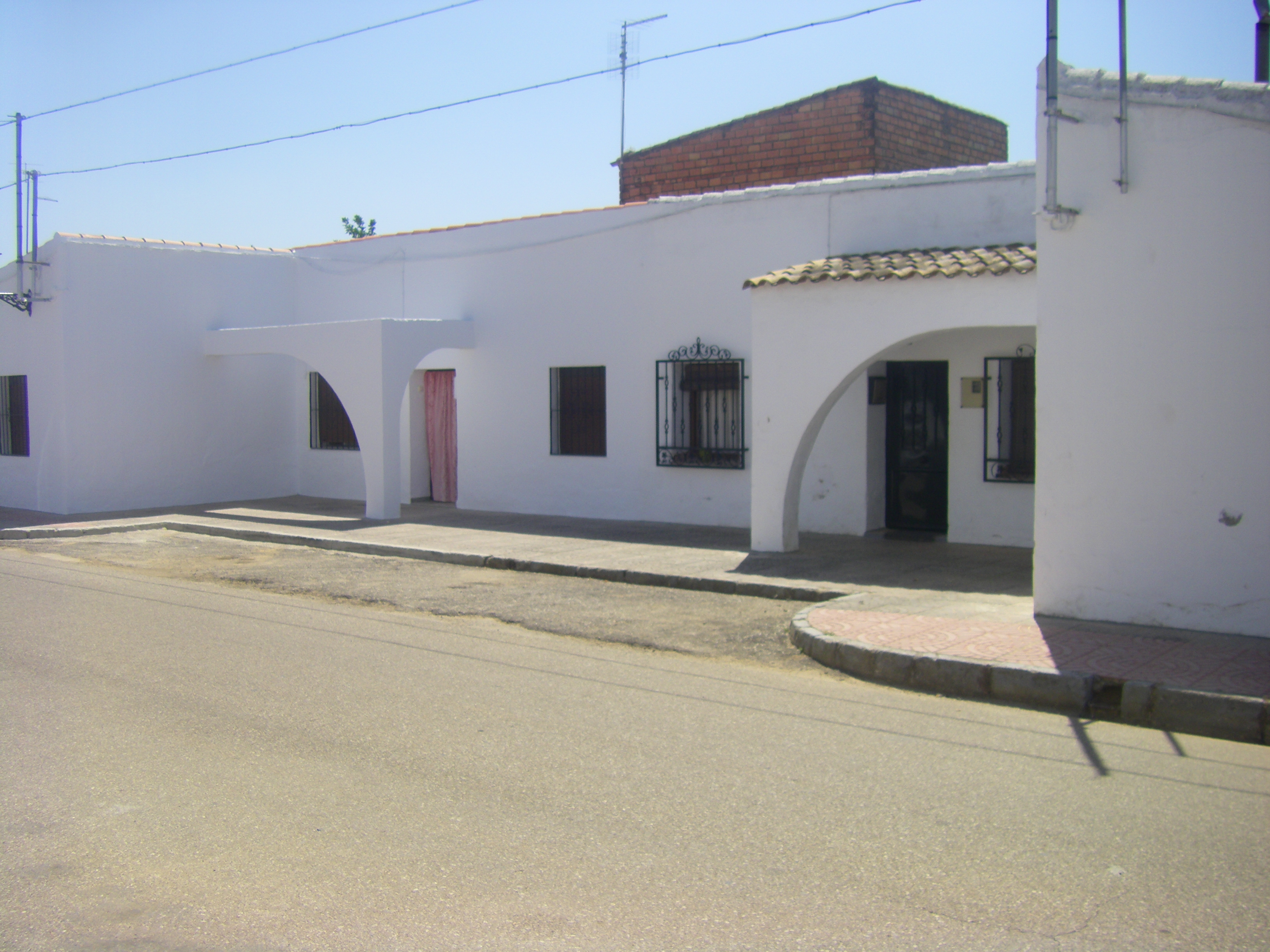
Vivienda del tipo C
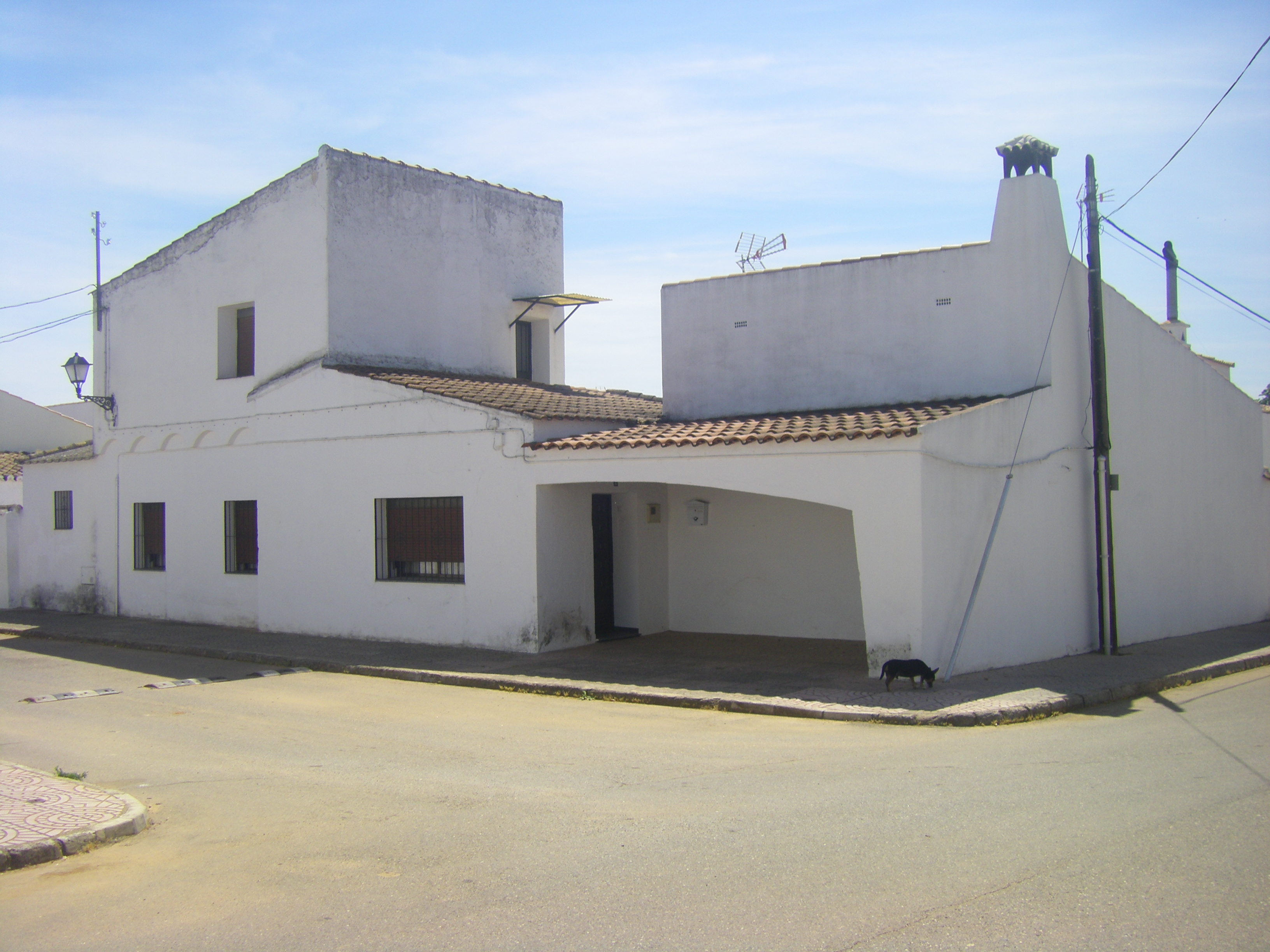
Vivienda tipo D